# Stade Luc Varenne
Stade Luc Varenne – stadion piłkarski w Tournai, w Belgii. Obiekt wybudowano w 2003 roku. Może pomieścić 7552 widzów. Swoje spotkania rozgrywają na nim piłkarze klubu RFC Tournai. Patronem stadionu jest pochodzący z Tournai komentator sportowy, Luc Varenne. Obiekt był jedną z aren piłkarskich Mistrzostw Europy U-17 2007. Rozegrano na nim dwa spotkania fazy grupowej, jeden półfinał oraz finał turnieju.